# Phyllachora amyridis
Phyllachora amyridis är en svampart som beskrevs av Seaver 1928. Phyllachora amyridis ingår i släktet Phyllachora och familjen Phyllachoraceae.   Inga underarter finns listade i Catalogue of Life.